# Проехидна Аттенборо
Проехи́дна А́ттенборо (лат. Zaglossus attenboroughi) — яйцекладущее млекопитающее семейства ехидн, эндемик Новой Гвинеи. Вид назван в честь британского натуралиста и телеведущего Дэвида Аттенборо.

## Описание
Это самый маленький вид проехидн, близкий по размеру к австралийской ехидне. Весит от 2 до 3 кг. Похожий на клюв рострум (совмещенный рот и нос) составляет около 7 см в длину. У взрослых особей нет зубов, но есть шипы на языке. Имеет по пять когтей на передних и задних лапах, у взрослых самцов есть небольшая неядовитая шпора на внутренней стороне каждой лодыжки. Мех короткий, тонкий и густой, коричневого цвета. Шипы почти белые и наиболее густые ближе к хвосту. Не имеют внешних половых органов.
О поведении известно мало. Вероятно, животное проводит дневное время в своей глубокой норе, а ночью выбирается на поверхность и направляется на поиски земляных червей.

## История наблюдений
До 2023 года вид был известен лишь по единственному экземпляру, найденному в 1961 году во время нидерландского колониального периода. Затем на протяжении более 60 лет вид считался вымершим.
15 июля 2007 года от исследователей, участвующих в программе EDGE, пришло сообщение, что они обнаружили норы и следы, которые, возможно, принадлежат проехидне Аттенборо. Кроме того, в общении с местными жителями удалось установить, что этот вид, вероятно, наблюдался вплоть до 2005 года. В июле 2023 года в ходе экспедиции под руководством учёных Оксфордского университета в Циклоповых горах Индонезии представитель данного вида ехидн был обнаружен при исследовании записей с фотоловушки. 

## Меры охраны
Внесён в Красный список МСОП как вид, находящийся в критическом состоянии под угрозой исчезновения.